# Annabelle Stephenson
Annabelle Stephenson (ur. 12 kwietnia 1988) – brytyjsko-australijska aktorka filmowa i telewizyjna, znana głównie z roli Miriam Kent w serialu H2O – wystarczy kropla (występuje tylko w pierwszej serii).

## Życiorys
Gdy Annabelle była dzieckiem, jej rodzina wyemigrowała z Wielkiej Brytanii do Australii. Wystąpiła w wielu przedstawieniach szkolnych.
Biegle mówi po angielsku, niemiecku i włosku.

## Wybrana filmografia
- 2006: Mortified – Saint Joan
- 2006: H2O – wystarczy kropla – Miriam Kent
- 2011: Ekipa ratunkowa – Freya Morley
- 2013: Reef Doctors – Sarah
- 2013–2014: Zemsta – Sara Munello
- 2018: Tidelands – Laura Maney